# 1938년 반다해 지진
1938년 반다해 지진은 1938년 2월 2일 발생한 모멘트 규모 M8.5-8.6, 최대진도 로시-포렐 진도 계급 기준 VII로 추정되는 지진이다. 이 지진은 사교단층형 지진으로 수평운동과 수직운동이 동시에 발생해 최대 1.5 m 높이의 쓰나미가 관측되었으나 사상자는 없었다.

## 지질학적 배경
반다해는 오스트레일리아판이 순다판으로 수렴하는 매우 복잡한 지질 구조 위에 있다. 반다해 주변에 잘게 쪼개진 믈라카해판, 새머리판, 티모르판, 반다해판 등의 여러 소판이 반다해 지역의 정교한 수렴 구조를 지지하고 있다. 반다해 주변에 잘게 쪼개진 여러 소판의 활동으로 반다해는 지진 활동이 많은 구역으로 분류되며, 반다해에 이전까지 있었던 주요 지진으로는 모멘트 규모 M8.4-8.8의 1852년 반다해 지진과 규모 M8.2-8.8로 추정되는 1629년 반다해 지진이 있다.
1938년 이후인 1963년 10월에는 1938년 지진 진앙의 서쪽 약 37 km 지점에서 규모 M8.1의 지진도 일어났다. 2023년 이전까지 이 지역에서 발생했던 가장 규모가 컸던 지진은 2021년 12월에 발생한 규모 M7.3의 지진이다. 이번 지진의 진앙인 반다해 사움라키 주변에에서는 진도 IV에서 VI 사이의 지진이 1920년, 1995년, 2006년, 2009년에 일어났다.

## 지진
현지 시각으로 오전 4시 경, 큰 지진이 반다해 주변 섬을 뒤흔들었다. 당시 지진의 모멘트 규모는 Mw8.5-8.6으로 추정되며, 지진으로 카이 제도에서는 최대 1 m 높이의 쓰나미가 들이닥쳤다. 이 정도 규모의 지진이 발생했을 때 예상되었던 쓰나미의 높이는 1629년이나 1852년의 지진만큼 훨씬 더 높았으나, 1938년의 지진은 진원 깊이가 60 km로 깊었던 중발지진이라 쓰나미로 이어지는 해저 지형의 변위가 약해 쓰나미의 높이가 규모에 비해 훨씬 낮아졌다. 1938년 지진이 정확하게 어떤 단층에서 발생했는지에 대해서는 아직 미상이며, 정확한 단층 위치와 그 형태에 대해서는 현재도 과학적으로 연구중이다. 일부 연구에서는 1938년에 발생한 지진이 슬래브 내부 지진 중 가장 큰 규모의 지진이라고 주장한 바 있다.

## 쓰나미
큰 스러스트 단층에서 발생한 지진임에도 쓰나미는 규모와 단층에 비해 훨씬 규모가 작았다. 이는 진원 깊이가 수면 아래 60 km 지점이었기 때문으로 추정된다. 카이 제도에서는 최대 1 m 높이의 쓰나미가 관측되었다. 그 외에도 타얀두 제도와 반다해 연안 전역에서 쓰나미로 해변가에 피해가 발생했으나 사상자는 없었다.

## 같이 보기
- 1938년 지진
- 인도네시아의 지진 목록
- 1852년 반다해 지진
- 웨버 해연